# Macrothacheliella laevis
Macrothacheliella laevis är en insektsart som beskrevs av Champion 1900. Macrothacheliella laevis ingår i släktet Macrothacheliella och familjen näbbskinnbaggar.

## Underarter
Arten delas in i följande underarter:
- M. l. laevis
- M. l. floridana